# Neil McNab
Neil McNab (Greenock, 1957. június 4. –) skót labdarúgó. Egy mérkőzést játszott a skót U21-es válogatottban.

## Pályafutása

### Játékosként
McNab 1972-ben kezdte pályafutását a Greenock Morton csapatánál, ahol tizennégy bajnokin szerepelt és lett a klub történetének legfiatalabb játékosa. Tizenhat éves korában aláírt a Tottenhamhez. Itt négy szezont töltött, ezalatt az idő alatt 72 bajnokin három gólt szerzett. 1978 novemberében 250 000 fontért cserébe igazolt át a Boltonhoz, ahol 35 bajnokin négy gólt ért el. 1980 februárjában 220 000 fontért a Brighton & Hove játékosa lett, de kölcsönben megfordult a Leeds United és a Portsmouth csapataiban is.
1983-ban 350 000 fontért lett a Manchester City játékosa, ahol hét idényt töltött el. 1986-ban és 1989-ben az év játékosának választották a csapat szurkolói, az 1980-as években a klub legmeghatározóbb játékosa volt. 221 bajnoki találkozón lépett pályára a Manchester City csapatában és 16 gólt szerzett. 1990 januárjában a Tranmere Rovershez távozott, akik 125 000 fontot fizettek érte. Több mint 100 bajnokin viselte a klub mezét, kétszer játszott a Wembleyben a Football League Trophy döntőjében, amelyet 1990-ben meg is nyert a csapattal.
Pályafutása kései szakaszában játszott a Huddersfield, a Darlington, a Derry City és az amerikai Rough Riders csapataiban is.

### Edzőként
Visszavonulása után 1994-től három éven át a Manchester City utánpótlásában edzősködött, 2002-ben pedig rövid ideig az Exeter csapatát irányította. 2008 és 2013 között a Kaizer Chiefsnél vállalt munkát.